# 스카프타펠

스카프타페틀

스카프타페틀(아이슬란드어: Skaftafell)은 아이슬란드 남동부에 위치한 자연보호 지역이다. 원래는 국립공원이었으나, 2008년 이후로 바트나이외쿠틀 국립공원의 일부가 되었다.
지역 내에는 유럽에서 가장 큰 빙하인 바트나이외쿠틀과 검은 폭포로 불리는 스바르티포스 폭포, 아이슬란드의 최고봉 크반나달스흐누퀴르 산 등이 있다.